# Осокоровка (Херсонская область)
Осокоровка (укр. Осокорівка) — село в Нововоронцовской поселковой общине Бериславского района Херсонской области Украины.

## Население
Население по переписи 2001 года составляло 2747 человек.

### Языковой состав
Родной язык населения по данным переписи 2001 года:
| Язык       | Численность, чел. | Доля     |
| ---------- | ----------------- | -------- |
| Украинский | 2 614             | 95,16 %  |
| Русский    | 118               | 4,30 %   |
| Другое     | 15                | 0,54 %   |
| Итого      | 2 747             | 100,00 % |

## Достопримечательности
Возле села Осокоровка находится одна из восьми сохранившихся до нашего времени «Екатерининских миль».
Вблизи Осокоровки на трассе трассе T0403 Днепр—Херсон у поворота на Высокополье установлен памятный знак «Дары Херсонщины», более известный как памятник херсонскому арбузу.